# La Selva del Camp
La Selva del Camp ist eine Gemeinde im Süden Kataloniens mit 5.819 Einwohnern (Stand: 2024) und liegt in der Provinz Tarragona und der Comarca Baix Camp. 

## Lage
La Selva del Camp liegt etwa 18 Kilometer nordnordwestlich von Tarragona in einer Höhe von ca. 245 m.

## Bevölkerungsentwicklung
| Jahr      | 1970 | 1981 | 1991 | 2001 | 2011 | 2021 |
| Einwohner | 3225 | 3220 | 3499 | 4256 | 5576 | 5694 |

## Sehenswürdigkeiten
- Burganlage aus dem 12. Jahrhundert
- Andreaskirche (Església de Sant Andreu) aus dem 16. Jahrhundert
- Paulskirche (Església de Sant Pau) aus dem 14. Jahrhundert
- Abtei der Claretiner
- Stiftskirche St. Rafael
- Lucienkirche
- Peterskapelle
- Rathaus, Gebäude aus dem 16. Jahrhundert

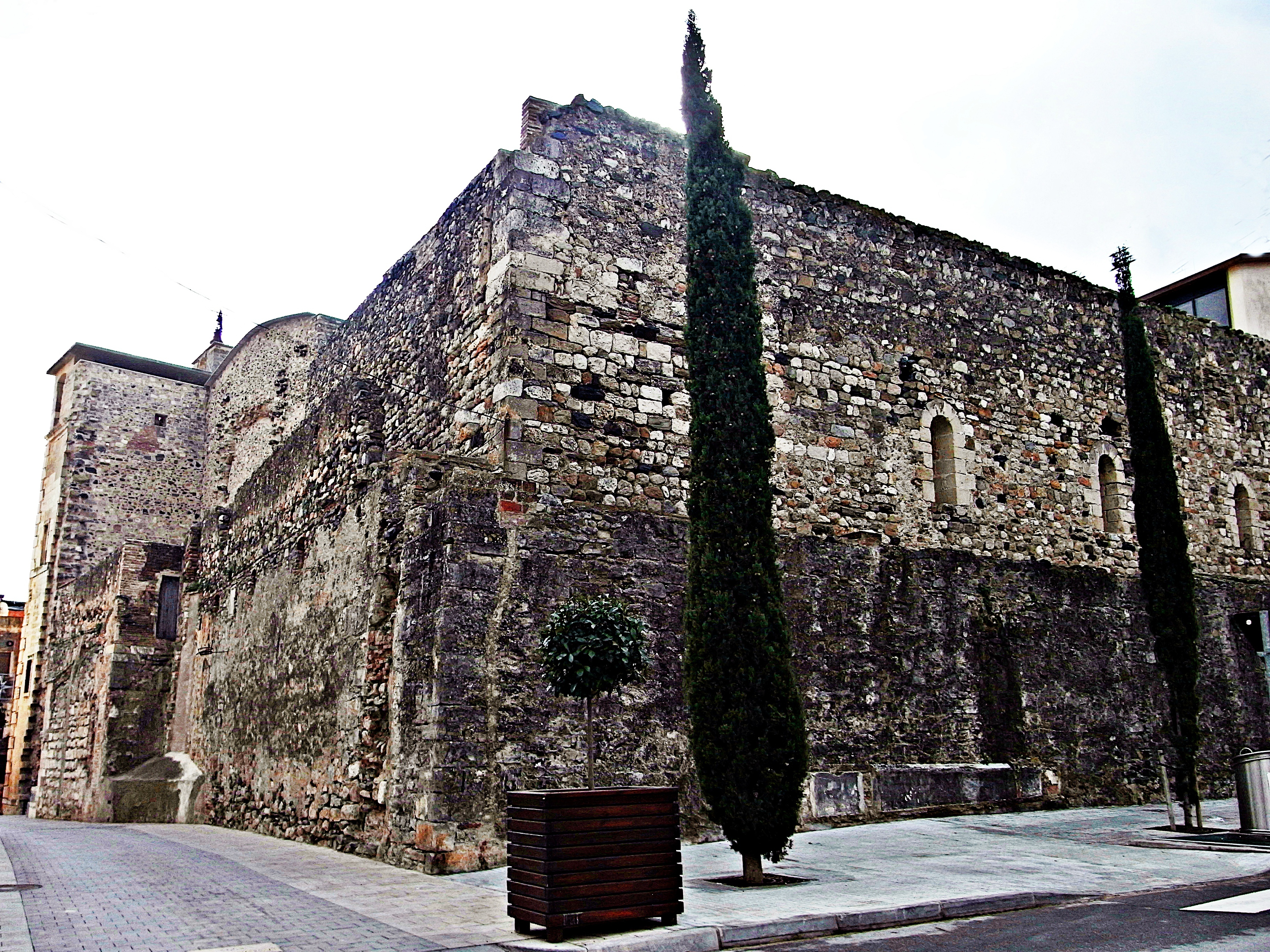
Burganlage
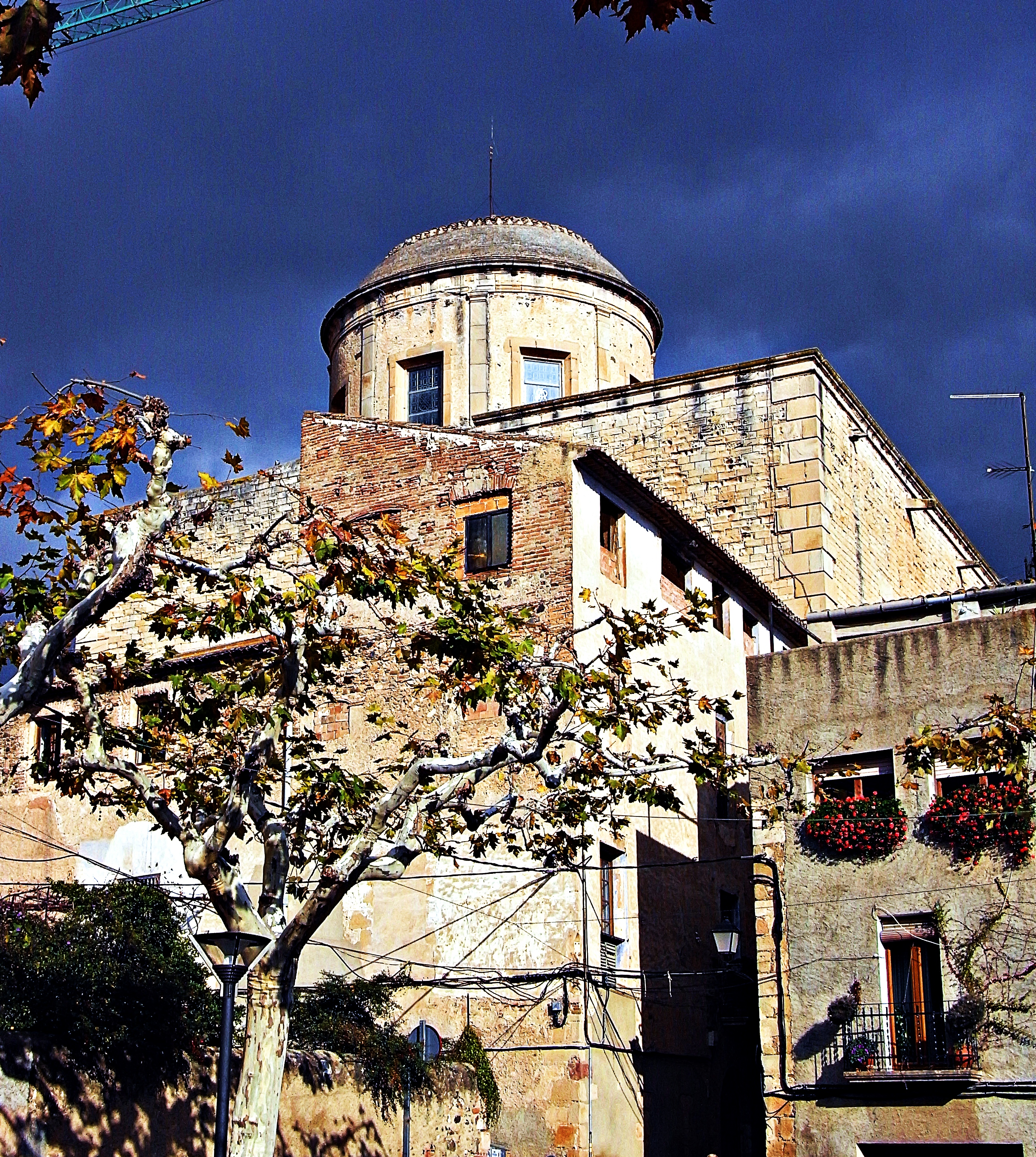
Andreaskirche
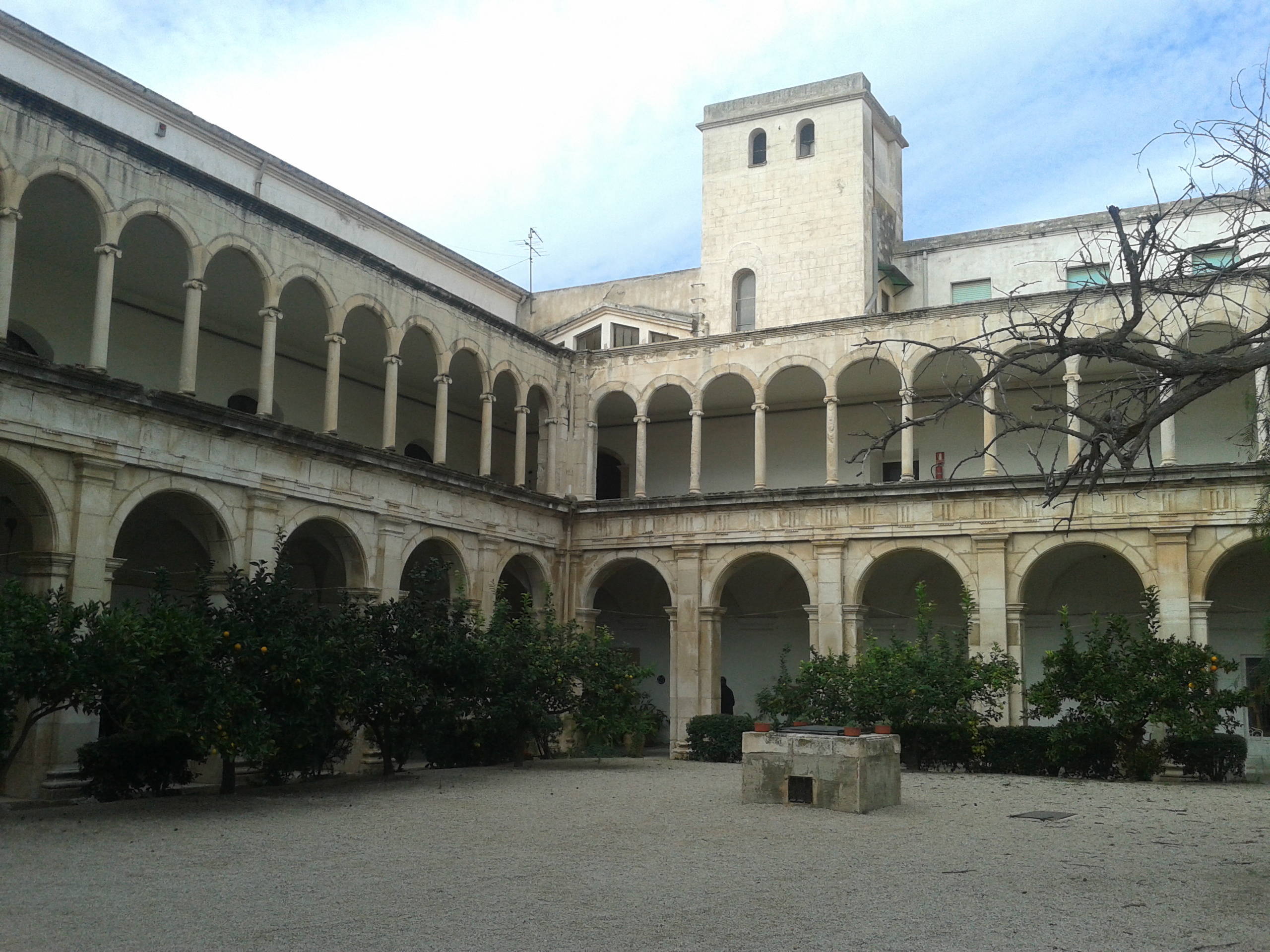
Claretinerabtei
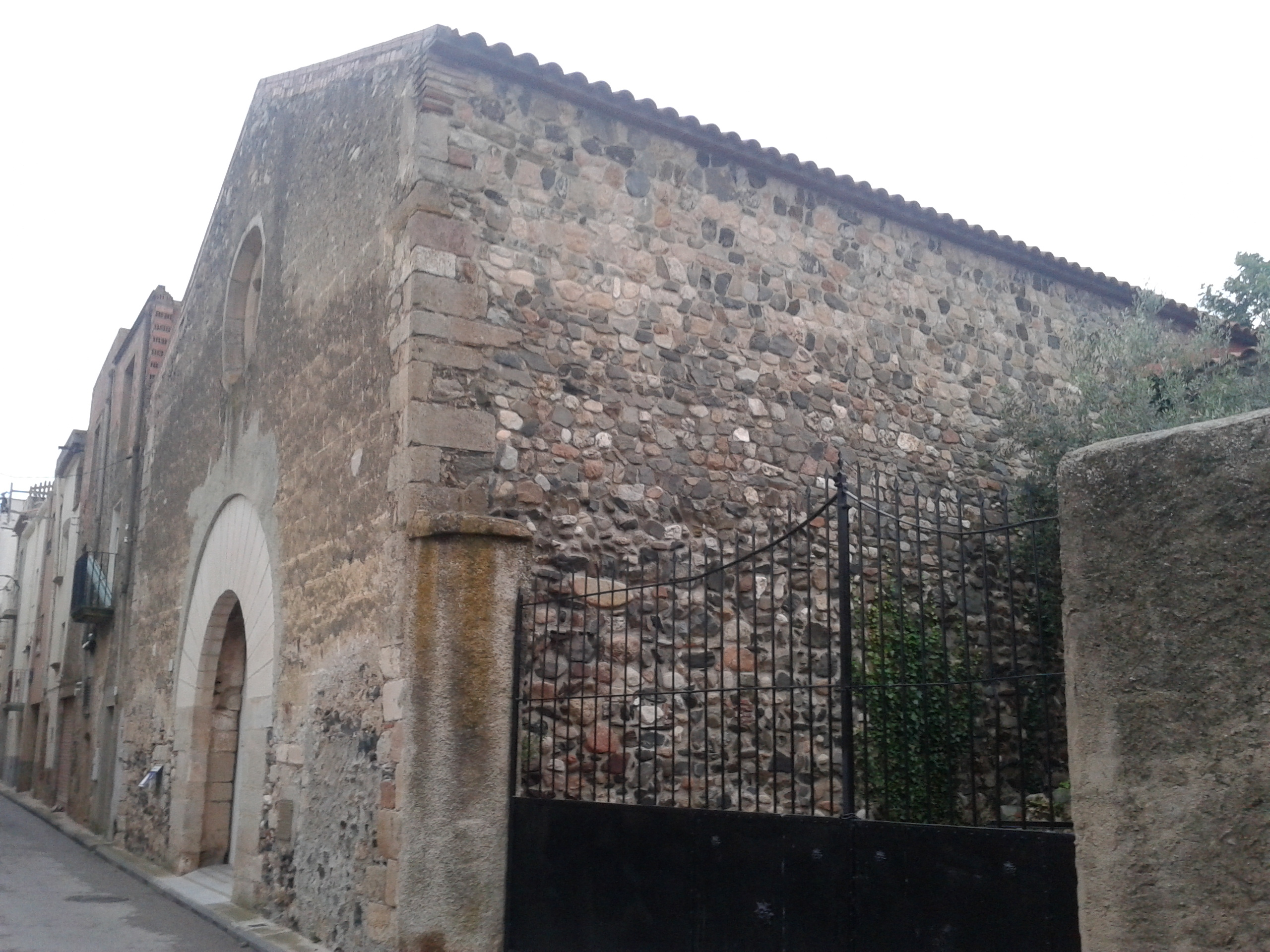
Paulskirche
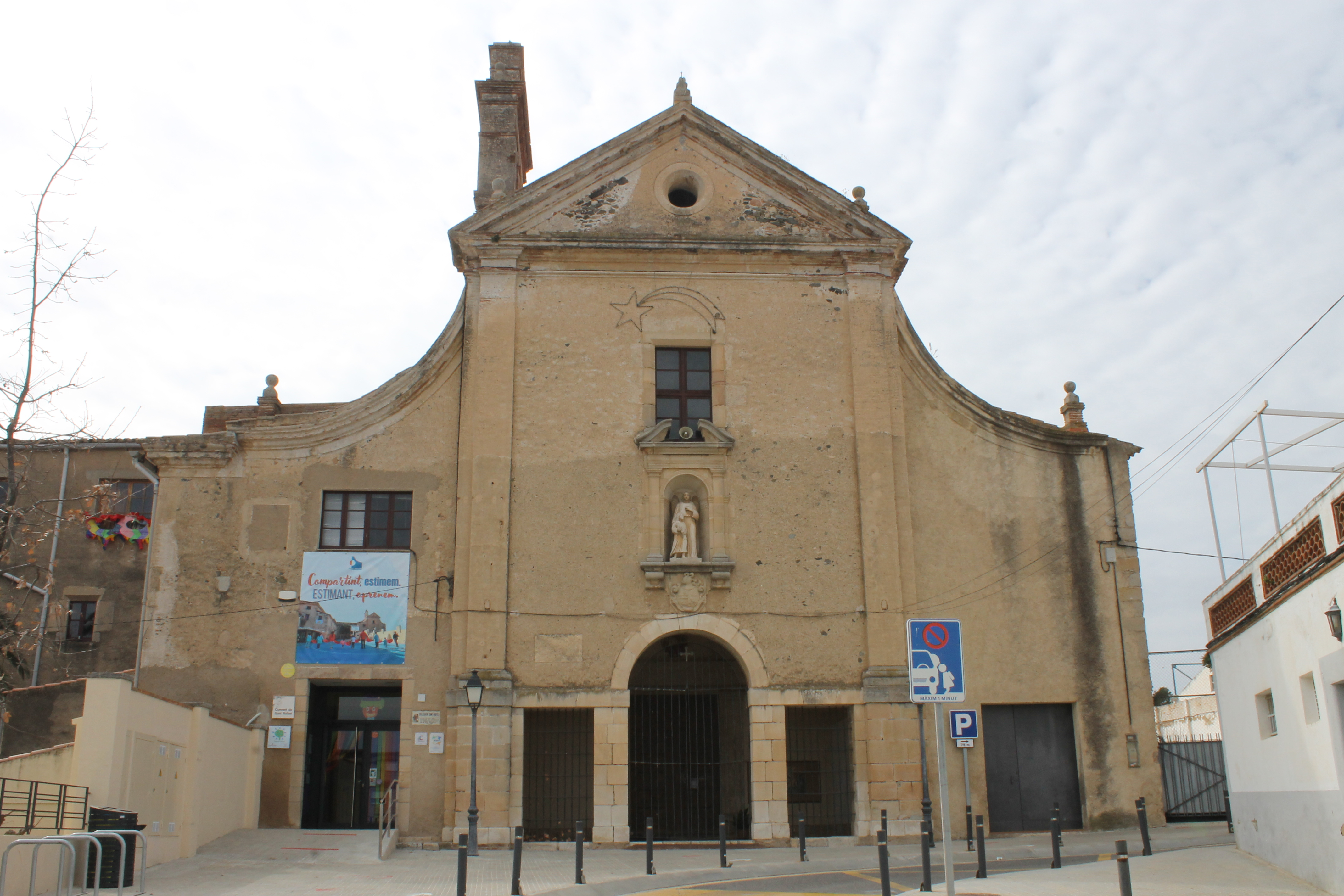
Stiftskirche St. Rafael
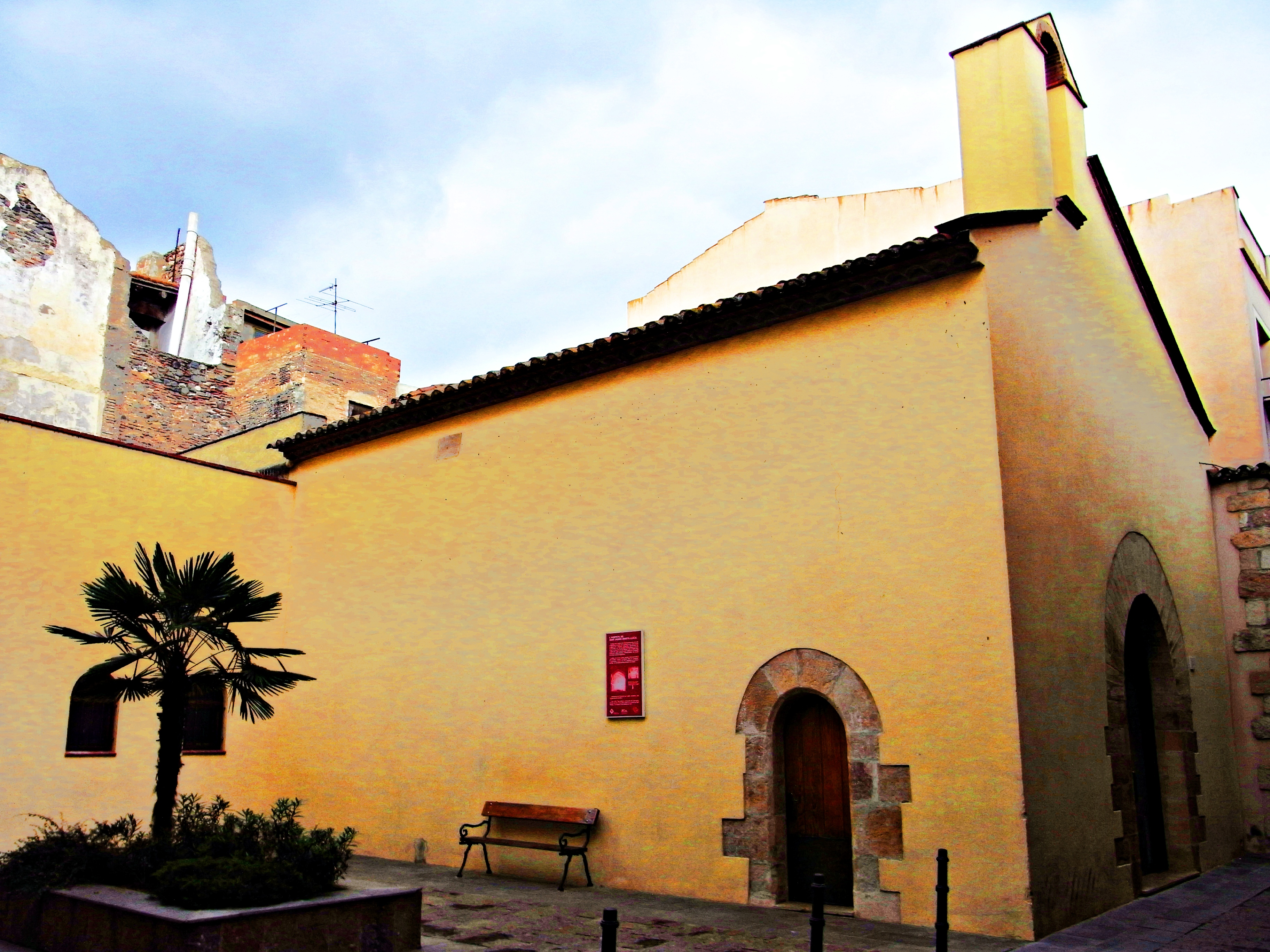
Lucienkirche
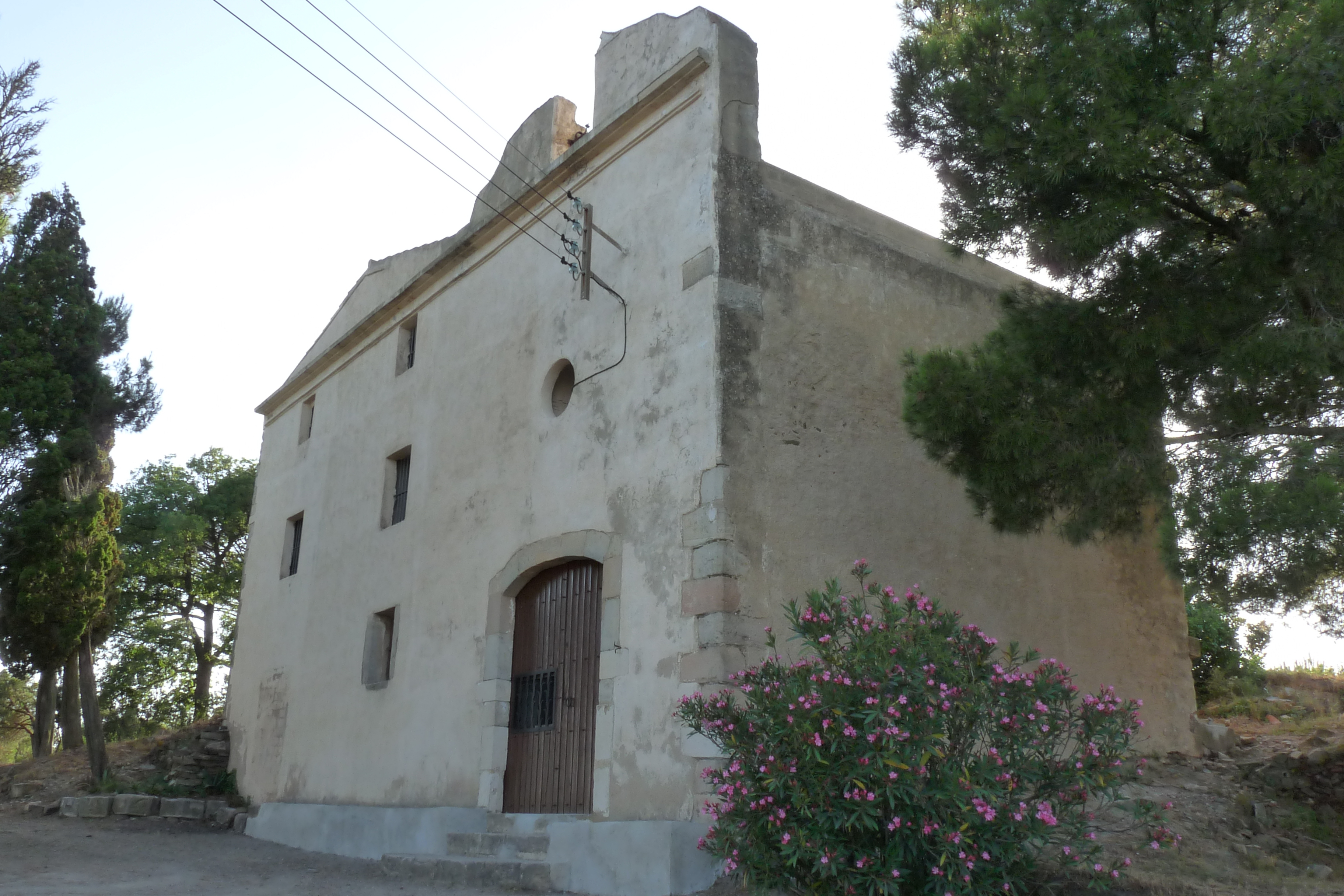
Peterskapelle
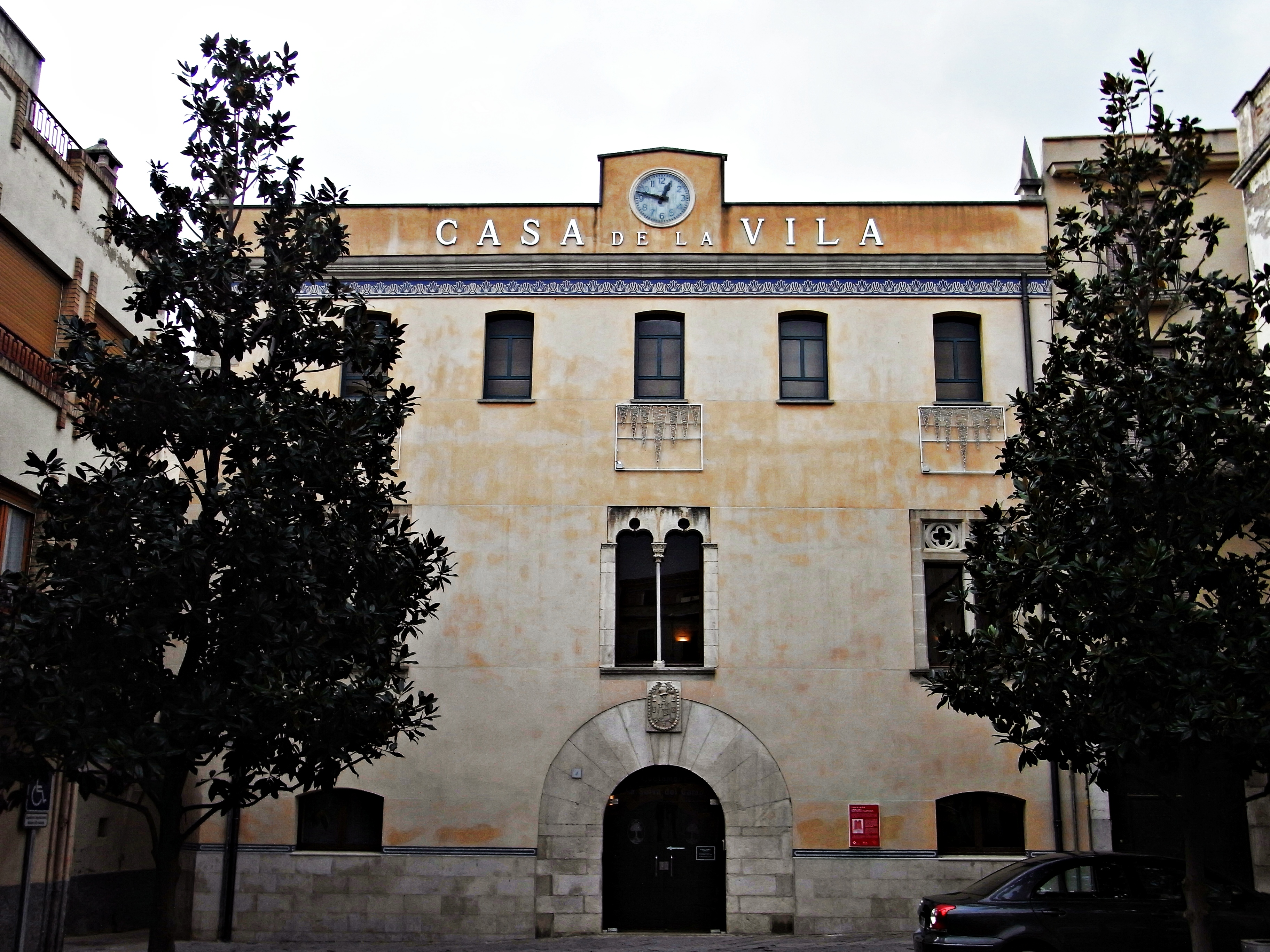
Rathaus

## Söhne und Töchter des Ortes
- Ventura Gassol (vollständiger bürgerlicher Name: Bonaventura Gassol i Rovira, 1893–1980), Politiker und katalanischer Nationalist
- Joan Puig i Ferreter (1882–1956), Dramaturg und Schriftsteller